# Сорокопуд сан-томейський
Сорокопу́д сан-томейський (Lanius newtoni) — вид горобцеподібних птахів родини сорокопудових (Laniidae).

## Поширення
Ендемік острова Сан-Томе в Гвінейській затоці біля узбережжя Західної Африки. Природними середовищами існування є субтропічні або тропічні вологі низинні ліси та субтропічні або тропічні вологі гірські ліси. За сто років після відкриття птаха його спостерігали лише двічі у 1888 та 1928 роках. У 1990 році птаха бачили неподалік витоку річки Ксуфексуфе. З цього часу цих птахів регулярно спостерігали в різних частинах острова. Так у липні-вересні 2014 року зафіксовано 91 спостереження. За оцінками, чисельність виду становить не більше 250 птахів.

## Опис
Птах завдовжки 20—21 см. Верхня частина тіла чорна, нижня — біла. На спині є біла V-подібна смуга. Відносно довгий чорний хвіст з білими зовнішніми перами й білими кінчиками на інших пір'їнах. Дзьоб і ноги чорні.